# Normatieve wetenschap
Normatieve wetenschap is wetenschap die normatieve uitspraken bevat of stelt. Het gebruik van de term is, vanwege zijn contradictoire karakter, in de wetenschappen niet echt gangbaar. 
Eerder zal er een onderscheid gemaakt worden tussen "normatief onderzoek" en "descriptief (beschrijvend) onderzoek", of tussen de descriptieve functie van wetenschap en de maatschappelijke toepassingen daarvan. Wetenschap heeft immers een theoretische functie, maar heeft daarnaast ook een maatschappelijke rol te vervullen. De vraag is of deze laatste rol strikt genomen onder wetenschap valt (hypothesevorming, analyse, descriptie, kritische evaluatie en toetsing etc.). Het voorschrijven van normen zelf kan immers moeilijk als een wetenschappelijke bedrijvigheid worden aangezien.
Toch zijn voor heel wat wetenschappers normen en evaluaties in de praktijk niet te vermijden, onder meer voor wie optreedt als raadgever: politicologen, medici, agogen, verkeerstechnici... Vooral in de toegepaste wetenschappen zijn normen niet uit de lucht. Men kan opwerpen dat het hier om politieke beslissingen gaat die alleen maar worden uitgevoerd door wetenschappers. De meeste politieke beslissingen zijn echter “na” de wetenschappelijke praktijk gekomen, denk maar aan orgaantransplantatie. Daartegen kan men opwerpen dat politici maar in actie treden als medici het onderling oneens zijn of als een deel van de publieke opinie protesteert. Medici nemen dus wel degelijk normatieve beslissingen. Of dat de term “normatieve wetenschap” legitimeert, blijft echter voor discussie vatbaar.

## Voorbeelden
Enkele voorbeelden die zich op de feit-norm-grens bevinden: 
- Bepaalde aspecten van de pedagogiek kunnen als normatief worden geduid, aangezien bepaalde opvoedingsmodellen tot ontwikkeling worden gebracht en als richtinggevend wordt aangewend voor de opvoedingspraktijk. Daarmee is de pedagogiek als geheel niet per se een normatieve wetenschap, wel is een deel van de pedagogiek gekenmerkt door normatief onderzoek.
- Dit geldt ook voor bepaalde aspecten van de bio-ethiek, waar de ethicus of medicus stelling inneemt over euthanasie, abortus of kloneren.
- Rechtswetenschap en bestuurskunde worden om diverse redenen zowel als empirische als als normatieve wetenschappen aangeduid. Juridische normen leggen grenzen vast, waarbinnen normatieve beslissingen dienen te worden genomen.
- Ook de genderstudies, vroeger vrouwenstudies, worden wel als normatief bestempeld aangezien de wetenschapsbeoefening op dit terrein meestal emancipatorische doeleinden voor vrouwen beoogt.
- Een laatste voorbeeld is de taalwetenschap, specifiek het taalonderwijs. Deze willen niet alleen beschrijven en verklaren, maar wensen op redelijke wijze aan te geven, wat af te keuren of aan te bevelen is. Vanuit dit standpunt bekeken, is de grammatica normatief: normen of regels in het taalgebruik dienen te worden gevolgd.

In het kader van de classificatie van de wetenschap is het begrip 'normative science' ook eens gebruikt als verzamelnaam die overeenkomt met formele wetenschap en staat tegenover fysische wetenschap. Deze classificatie is bijvoorbeeld toegepast door de St. Louis Congress of Arts and Science in 1904, maar is vandaag niet meer gangbaar.